# Waziers
Waziers ist eine französische Gemeinde mit 7312 Einwohnern (Stand: 1. Januar 2022) im Département Nord in der Region Hauts-de-France. Sie gehört zum Arrondissement Douai und zum Kanton Sin-le-Noble. Die Bewohner werden Wazierois und Wazieroises genannt.

## Geographie
Die Gemeinde Waziers liegt im ehemaligen Nordfranzösischen Kohlerevier. Sie grenzt im Westen und Norden an die Stadt Douai, im Osten und Süden an die Stadt Sin-le-Noble. Durch die Gemeinde führen die Autoroute A21 und die frühere Route nationale 17.

## Geschichte
Waziers tauchte erstmals im 13. Jahrhundert in den Urkunden auf. Besiedelt ist das Gemeindegebiet schon seit dem 3. Jahrhundert nach Christus. Historisch lässt sich also bereits eine Tradition bis in die gallorömische Epoche nachvollziehen. Mit dem Abbau der Kohle im nordfranzösischen Kohlebecken kamen zahlreiche Einwanderer aus Westfalen und Polen hierher. Noch heute gibt es eine polnisch geprägte Minderheit im Ort. Mit dem Niedergang des Bergbaus in der zweiten Hälfte des 20. Jahrhunderts sank auch die Bevölkerung.
Am 27. Juli 1869 ereignete sich ein Unfall in der Zeche Notre Dame, bei dem elf Bergleute, darunter zwei Zwölfjährige und ein Sechzehnjähriger, ums Leben kamen.

## Bevölkerungsentwicklung
| Jahr      | 1962   | 1968   | 1975   | 1982 | 1990 | 1999 | 2006 | 2014 | 2021 |
| Einwohner | 10.507 | 11.149 | 10.251 | 9267 | 8824 | 7910 | 7720 | 7497 | 7354 |

## Sehenswürdigkeiten
- Kirche Notre-Dame des Mineurs, errichtet 1927, seit 2010 als Monument historique klassifiziert
- Ehemaliges medizinisches Zentrum der Zechengesellschaft von Aniche, heute Kulturzentrum, errichtet 1928, Fassaden und Dächer seit 2009 als Monument historique eingeschrieben
- Ehemaliges Schulzentrum der Zechengesellschaft von Aniche, heute Vor- und Grundschulgebäude in La Voie des Carmes, errichtet in der ersten Hälfte des 20. Jahrhunderts, Fassaden und Dächer seit 2009 als Monument historique eingeschrieben
- Französisches und polnisches Pfarrhaus der Kirche Notre-Dame des Mineurs, 1925–1927 errichtet, Fassaden und Dächer seit 2010 als Monument historique eingeschrieben
- Kirche Sainte-Rictrude
- Château de Jérusalem

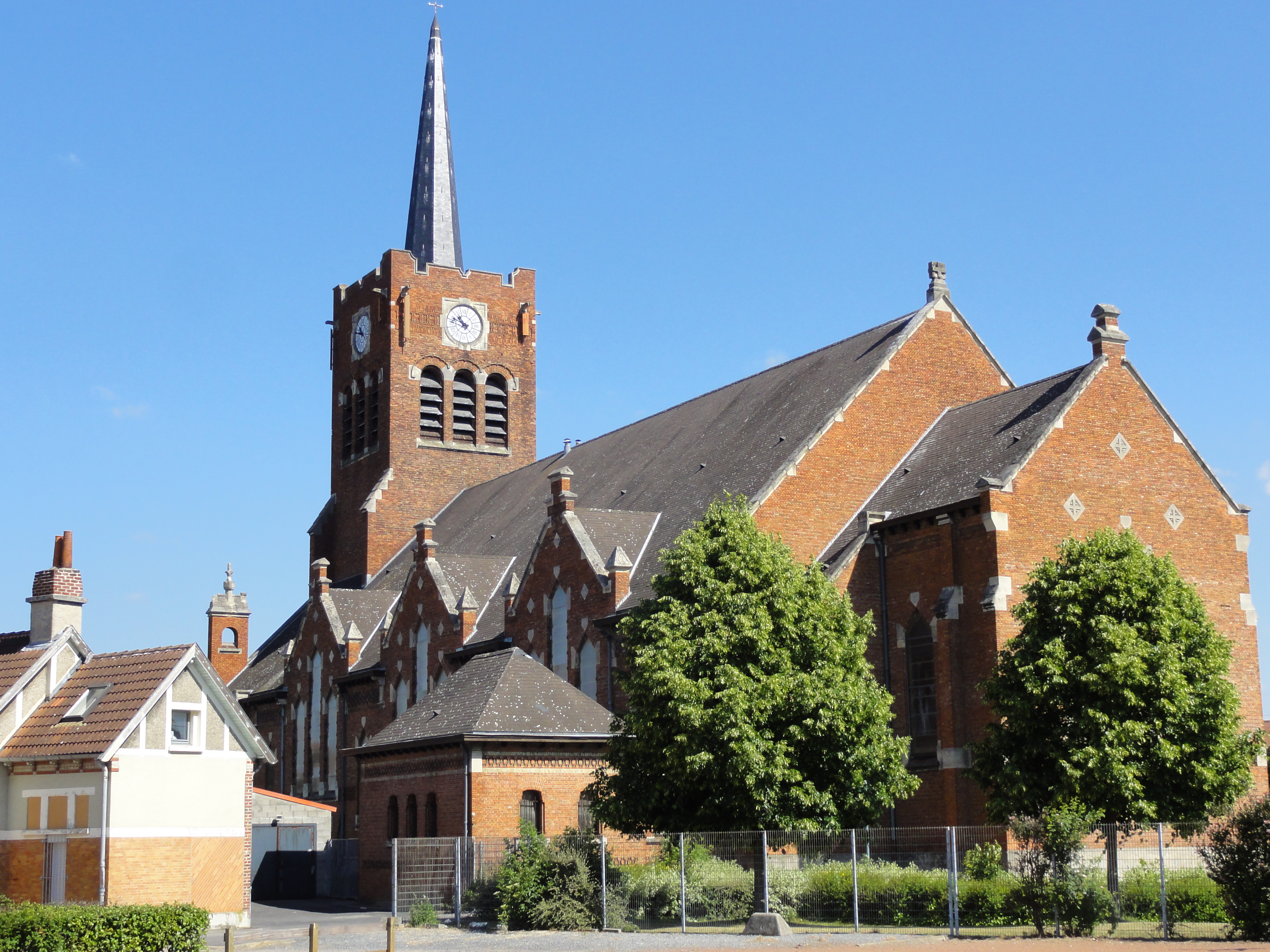
Kirche Notre-Dame des Mineurs
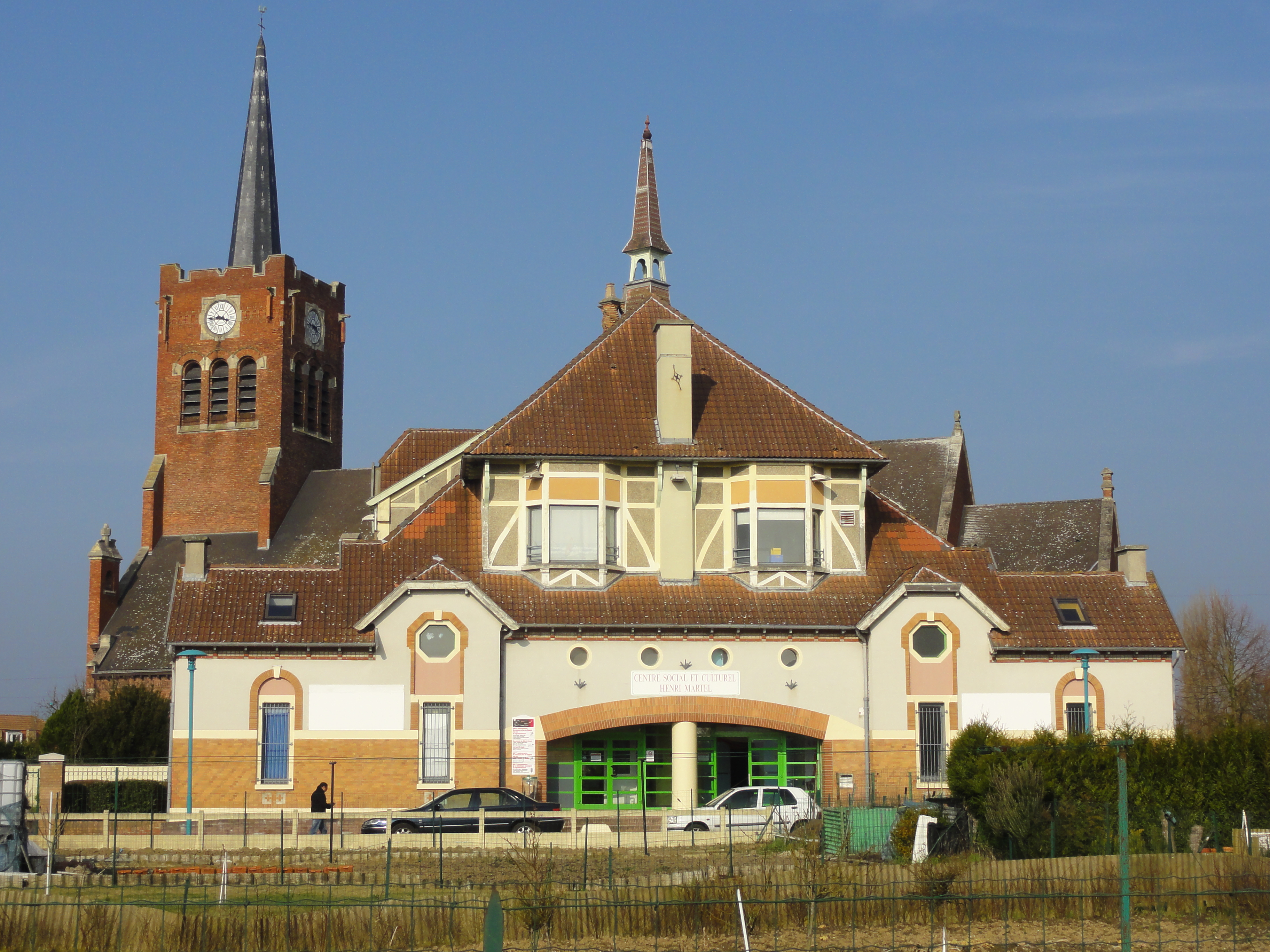
Ehemaliges medizinisches Zentrum, heute Kulturzentrum
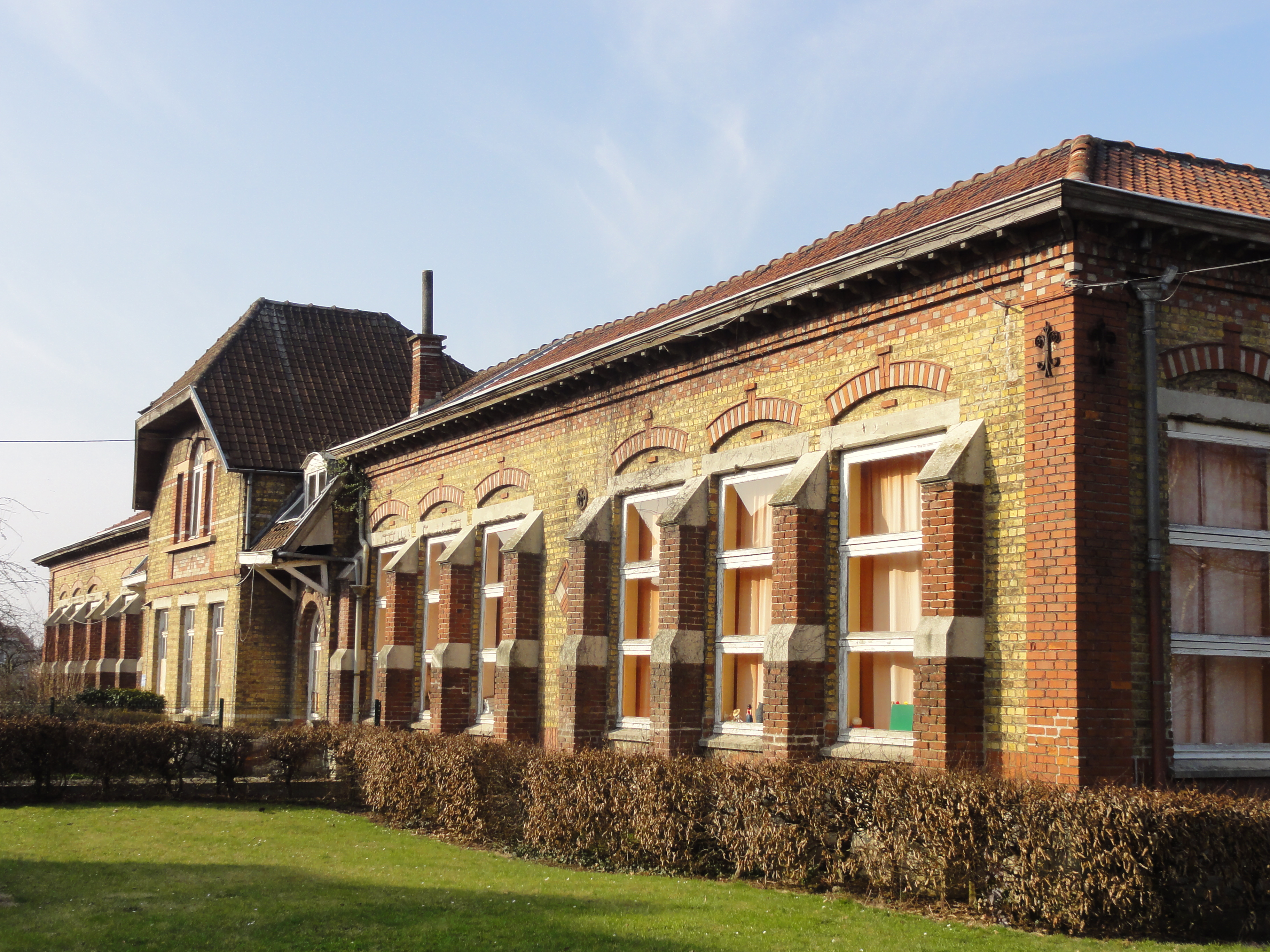
Schulzentrum
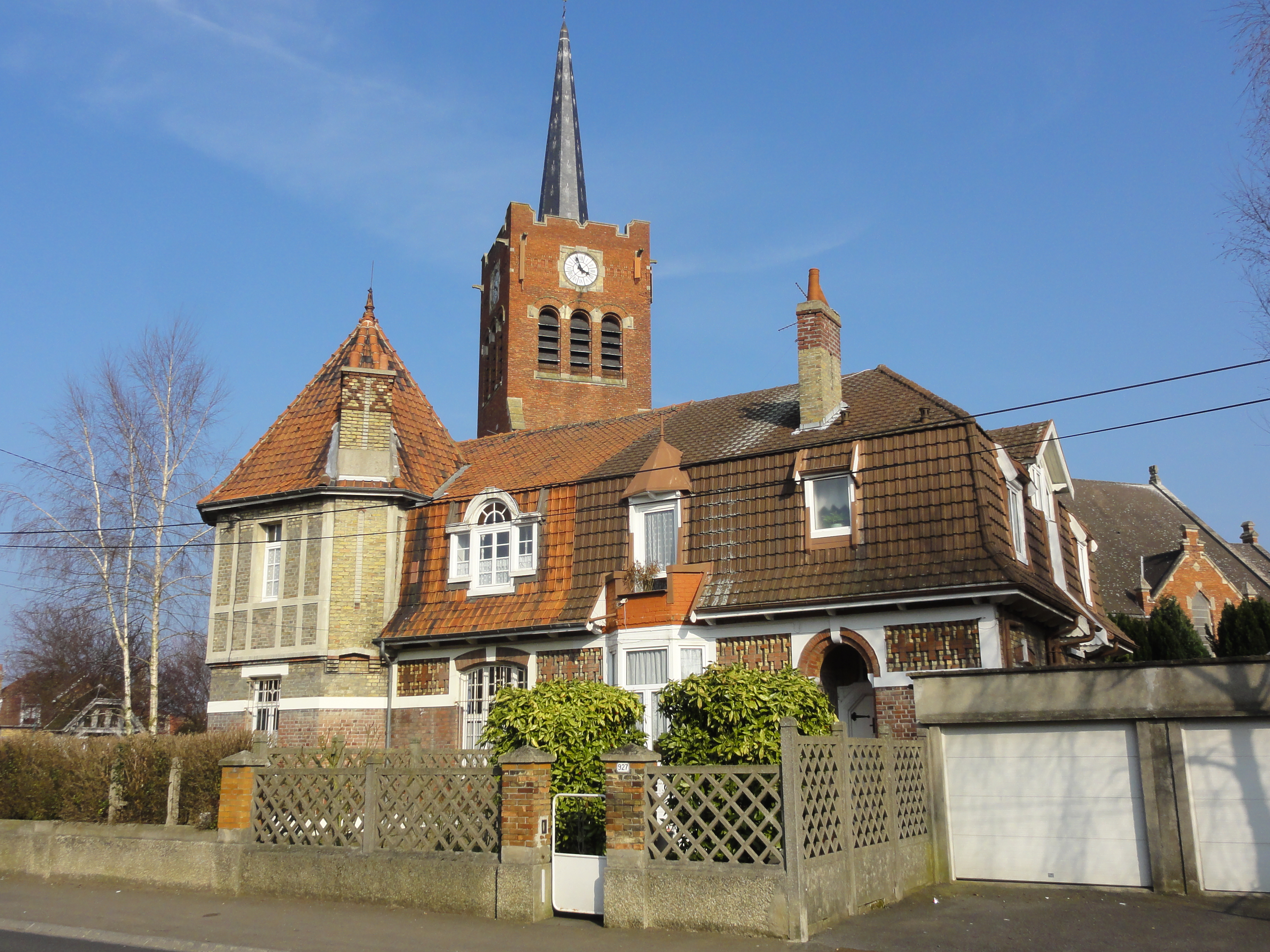
Französisches und polnisches Pfarrhaus
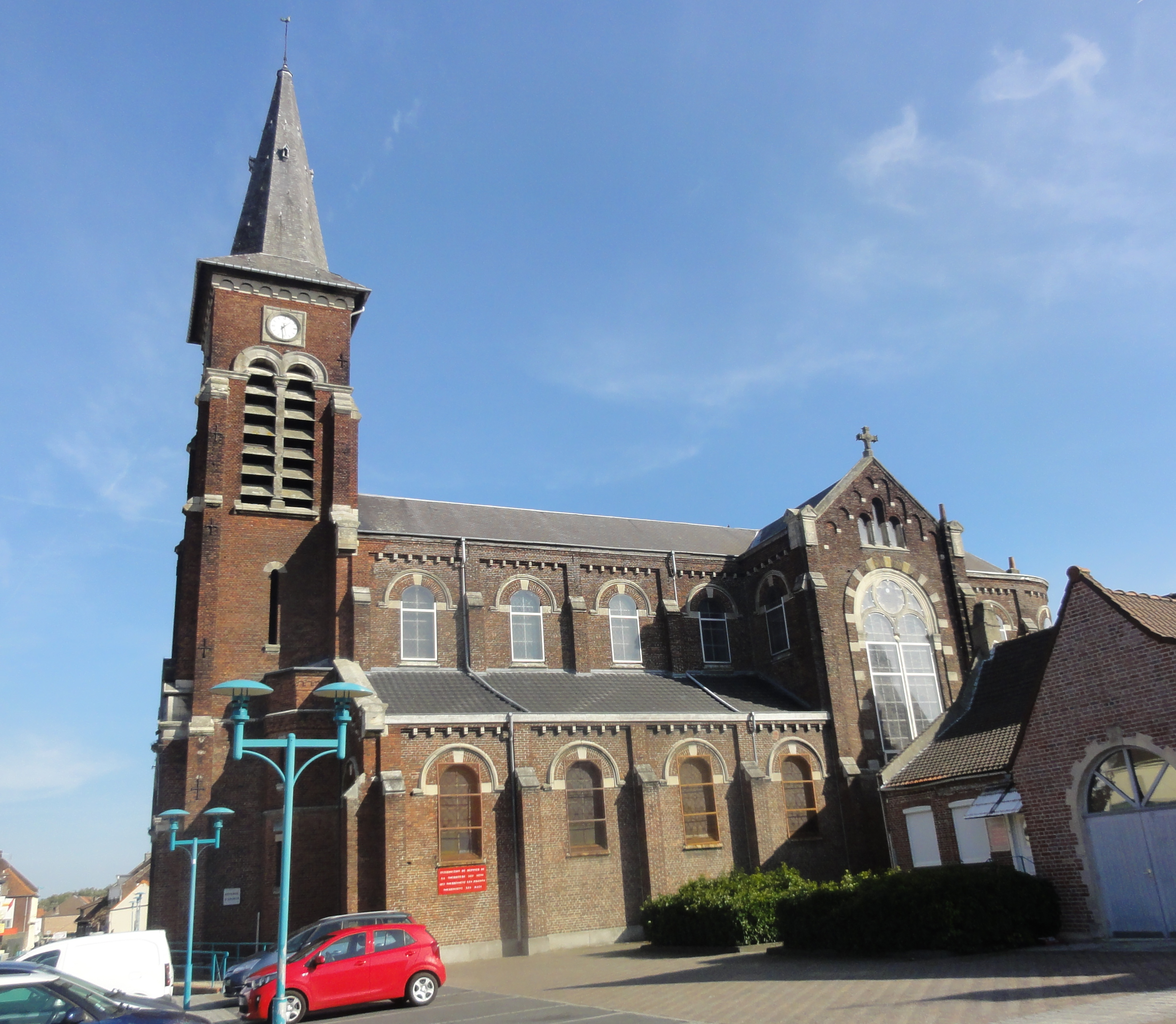
Kirche Sainte-Rictrude
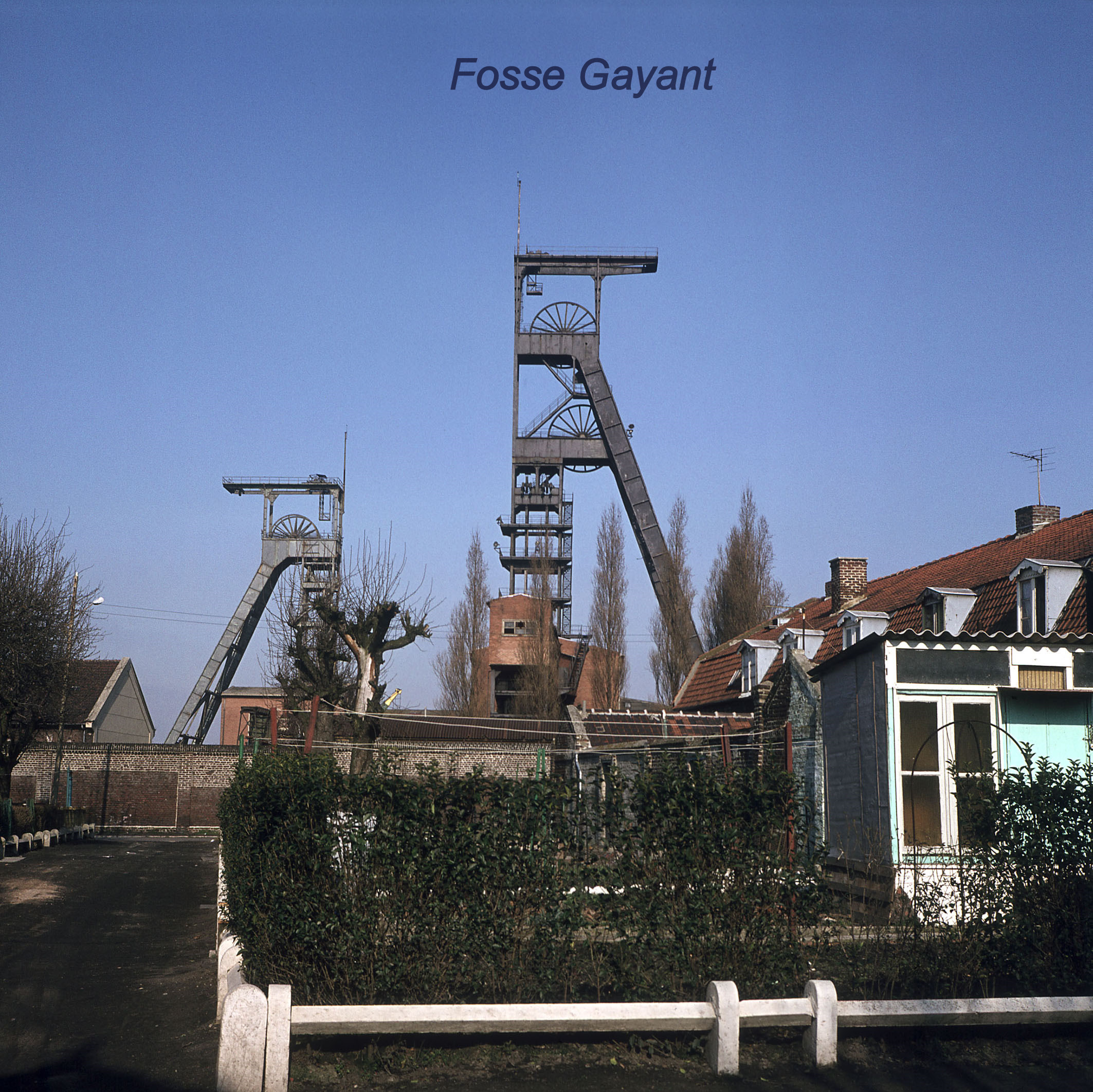
Zeche „Gayant“ in Waziers um 1980
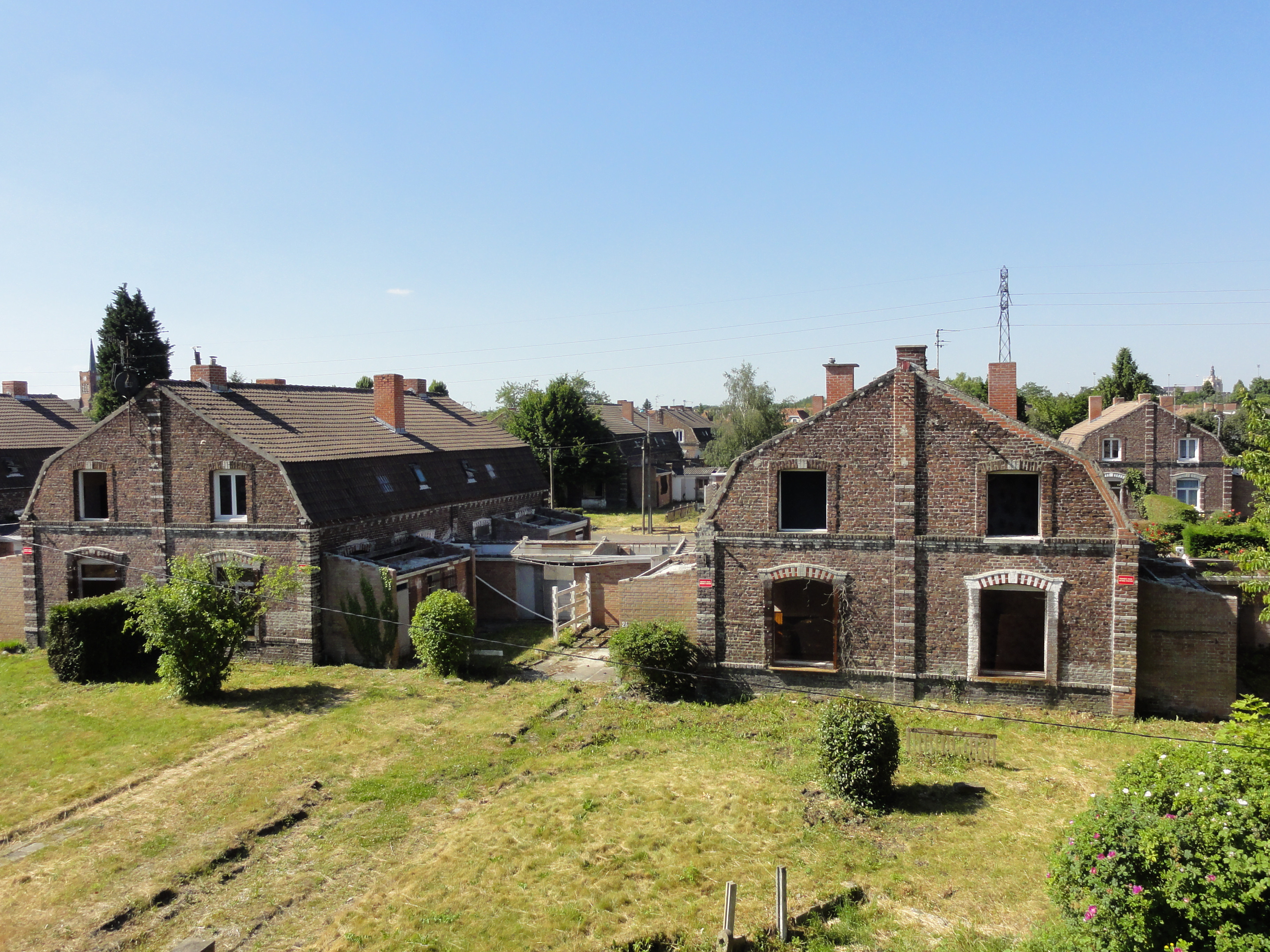
Ehemalige Bergarbeiterhäuser in den Cités de la fosse Gayant des mines d'Aniche

Aus der Folklore haben sich die Géants du Nord Andréa und Zeph als Vertreter Waziers' entwickelt.

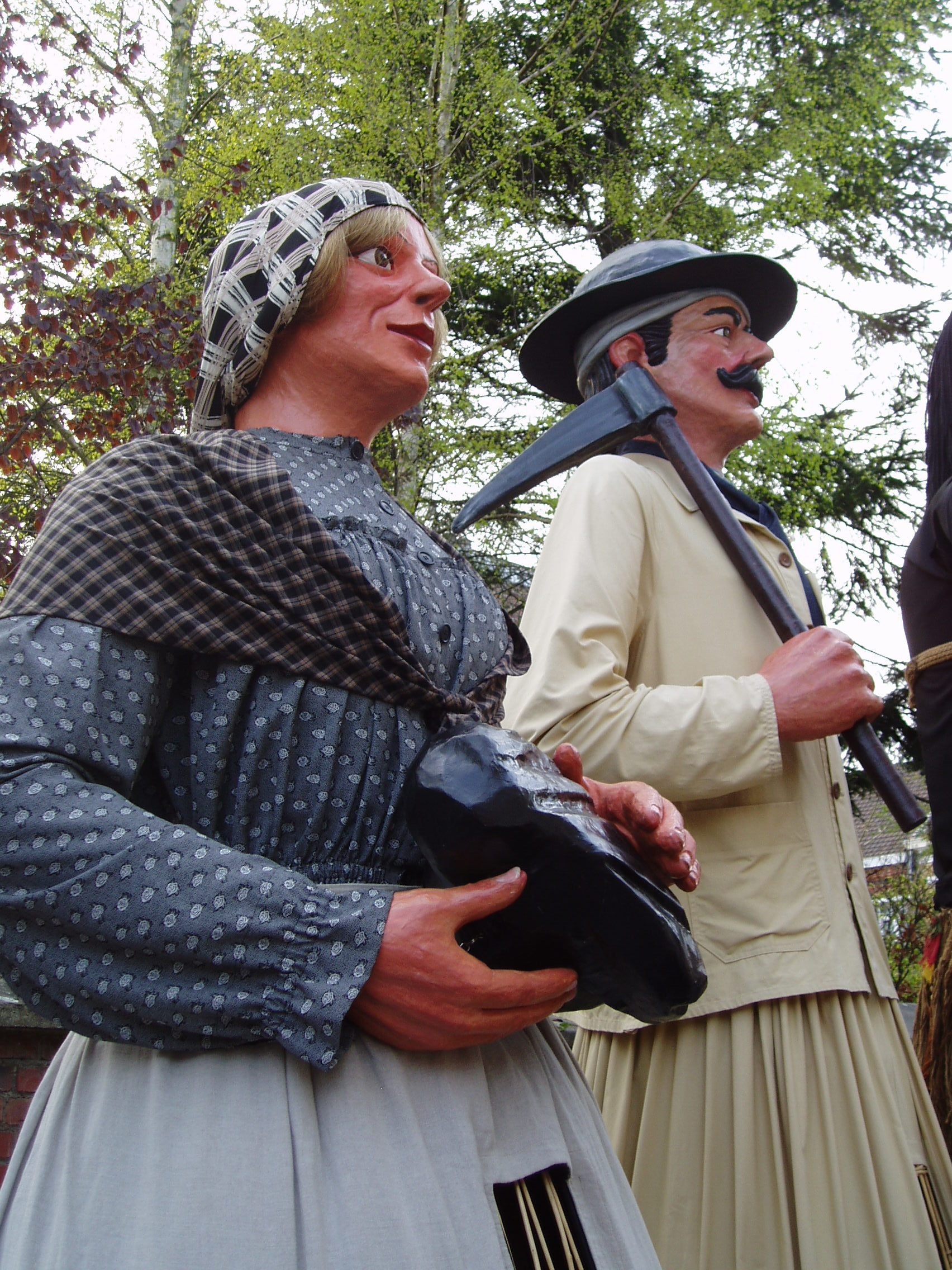
Andréa und Zeph aus Waziers auf dem „Riesenfestival“ in Steenvorde 2006

## Persönlichkeiten
- Georges Prêtre (1924–2017), französischer Dirigent und Konzertmeister, geboren in Waziers
- César Ruminski (1924–2009), französischer Fußballspieler, geboren in Waziers
- Michel Stievenard (* 1937), französischer Fußballspieler, geboren in Waziers
- Jean-Marie Lawniczak (* 1942), französischer Fußballspieler, geboren in Waziers